# María Antonieta (biografía)
María Antonieta es el título de una biografía de 1932 de la reina María Antonieta de Austria escrita por el autor austríaco Stefan Zweig. El libro fue usado como base para la película de 1938 María Antonieta dirigida por W. S. Van Dyke y protagonizada por Norma Shearer.
Inspirándose en esta biografía, la mangaka japonesa Riyoko Ikeda escribió y dibujó La rosa de Versalles en 1972.
- Datos: Q1706363